# Dylan Cozens
Dylan Cozens (Whitehorse, Yukón, 9 de febrero de 2001) apodado The Workhorse from Whitehorse, es un jugador profesional canadiense de hockey sobre hielo que se desempeña en la posición de centro en Buffalo Sabres, equipo de la National Hockey League (NHL).

## Carrera
Fue seleccionado en la primera ronda en la NHL Entry Draft de 2019. En 2020 hizo su debut profesional con el equipo Buffalo Sabres, donde lleva jugando cuatro temporadas.